# Невробластом
Невробластомът (Neuroblastoma) е злокачествен тумор на симпатиковата нервна система. Невробластомът е недиференциран тумор, състоящ се от малки кръгли клетки с тъмни петнисти ядра.
Туморът най-често започва да се образува при от една от надбъбречните жлези, но може да се развие и в главата, шията, гърдите, корема или гръбначния стълб. Симптомите могат да включват болка в костите, бучка в корема, шията или гърдите или безболезнена синкава бучка под кожата. Диагнозата се базира на биопсия.
Лечението може да включва наблюдение, операция, радиотерапия, химиотерапия или трансплантация на стволови клетки. Заболяването с нисък риск при бебета обикновено има добър резултат с операция или просто наблюдение. При високорисково заболяване обаче шансовете за дългосрочно оцеляване са по-малко от 40%, въпреки агресивното лечение.
Невробластомът е най-често срещаният рак при бебетата и третият най-често срещан рак при децата след левкемията и рака на мозъка. Около едно на всеки 7000 деца е засегнато в даден момент. Около 90% от случаите се срещат при деца на възраст под 5 години и рядко се срещат при възрастни. От смъртните случаи от рак при деца около 15% се дължат на невробластом. Заболяването е описано за първи път през 1800 г.